# Eduard Rădăslăvescu
Eduard Rădăslăvescu, né le 30 juillet 2004 à Orșova en Roumanie, est un footballeur roumain qui évolue au poste de milieu central au Farul Constanța.

## Biographie

### En club
Né à Orșova en Roumanie, Eduard Rădăslăvescu est formé par l'Académie Gheorghe Hagi avant de rejoindre le Farul Constanța. C'est avec ce club qu'il commence sa carrière professionnelle, jouant son premier match le 22 septembre 2021, lors d'une rencontre de coupe de Roumanie face au Sepsi OSK. Le jeune milieu de 17 ans entre en jeu et voit son équipe s'incliner ce jour-là (0-1 score final). Il joue son premier match de Liga I, l'élite du football roumain, lors de la saison 2021-2022, le 17 octobre 2021 face au FC Argeș Pitești. Il entre en jeu à la place d'Andrei Ciobanu et son équipe l'emporte ce jour-là par deux buts à un.
Ayant commencé la saison 2022-2023 avec Farul, il est sacré champion de Roumanie, le club remportant le premier titre de son histoire,.
Le 5 août 2022, Eduard Rădăslăvescu rejoint le FCSB. Il signe un contrat de cinq ans,. Il joue son premier match sous ses nouvelles couleurs le 6 août 2022, lors d'une rencontre de championnat face au CS Mioveni. Il entre en jeu à la place de Radu Boboc et les deux équipes se neutralisent (1-1 score final).
Eduard Rădăslăvescu quitte le FCSB en juillet 2024 sans s'être imposé et retrouve son ancien club, le Farul Constanța, où il signe un contrat de trois ans, soit jusqu'en juin 2027.

### En sélection
Eduard Rădăslăvescu commence sa carrière internationale avec l'équipe de Roumanie des moins de 17 ans, jouant un match en 2021 contre la Hongrie (victoire 1-2 des Roumains). Il s'agit de sa seule apparition avec cette sélection.
Il représente l'équipe de Roumanie des moins de 19 ans. Il se fait remarquer lors de sa première apparition, le 23 mars 2022 contre la Géorgie en inscrivant son premier but, participant ainsi à la victoire de son équipe. Il marque un deuxième but le 27 septembre 2022 contre l'Autriche, après être entré en jeu (victoire 2-0 des Roumains).

## Vie privée
Depuis son plus jeune âge, Eduard Rădăslăvescu supporte le Steaua Bucarest.

## Palmarès
Farul Constanța
- Championnat de Roumanie (1) :
  - Champion : 2022-23.